# Куликово-Копанский сельсовет
Куликово-Копанский сельсовет — упразднённое сельское поселение в Туркменском районе Ставропольского края Российской Федерации.
Административный центр — аул Куликовы Копани.

## История
Статус и границы сельского поселения установлены Законом Ставропольского края от 4 октября 2004 г. № 88-КЗ «О наделении муниципальных образований Ставропольского края статусом городского, сельского поселения, городского округа, муниципального района».
С 16 марта 2020 года, в соответствии с Законом Ставропольского края от 31 января 2020 г. № 15-кз, все муниципальные образования Туркменского муниципального района были преобразованы путём их объединения в единое муниципальное образование Туркменский муниципальный округ.

## Население
| 1989  | 2002  | 2010  | 2011  | 2012  | 2013  | 2014  |
| ----- | ----- | ----- | ----- | ----- | ----- | ----- |
| 1620  | ↗1706 | ↘1587 | ↘1585 | ↘1529 | ↘1499 | ↘1485 |
| 2015  | 2016  | 2017  | 2018  | 2019  | 2020  |       |
| ↗1490 | ↘1478 | ↘1461 | ↘1447 | ↘1425 | ↘1407 |       |

## Состав сельского поселения
| № | Населённый пункт | Тип населённого пункта      | Население | Примечание       |
| - | ---------------- | --------------------------- | --------- | ---------------- |
| 1 | Куликовы Копани  | аул, административный центр | ↘1105     | татары, туркмены |
| 2 | Таврический      | посёлок                     | ↗300      | русские          |